# Amazonsaurus
Amazonsaurus (букв.: амазонский ящер) — род динозавров-завроподов из семейства Rebbachisauridae, живших в раннем меловом периоде на территории современной Южной Америки. Это был четвероногий длинношеий травоядный динозавр.

## Описание
Амазонзавр имел строение тела, характерное для всех завроподов: длинный хвост, длинная шея и маленькая голова. Этот ящер был сравнительно небольшим для завроподов — он достигал около 12 метров в длину и весил примерно 5 тонн.

## Классификация
Высокие остистые отростки хвостовых позвонков показывают принадлежность амазонзавра к завроподам-диплодокоидам, однако из-за того, что единственные обнаруженные останки слишком фрагментированные, сложно точно определить положение Amazonsaurus maranhensis в надсемействе Diplodocoidea. Впрочем, некоторые особенности строения позвонков говорят о том, что амазонзавр может принадлежать к сохранившейся линии базальных завроподов. По крайней мере один опубликованный кладовый анализ показывает, что амазонзавр более обособленный, чем реббахизавриды, но базален по отношению к таким семействам, как Dicraeosauridae и Diplodocidae.

## История открытия
Несмотря на то, что в Южной Америке было обнаружено много динозавров, амазонзавр — первый ящер, чьи останки были найдены в бассейне Амазонки. Название роду было дано в честь реки Амазонки, а точнее, в честь региона Амазония (en:Amazônia Legal). Единственный вид — Amazonsaurus maranhensis — был назван в честь бразильского штата Мараньян. И роду, и виду название дали бразильские палеоантологи  Исмар де Соуза Карвальо и Леонардо дос Сантос Авилла, а также их аргентинский коллега Леонардо Сальгадо.
Останки амазонзавра, включающие в себя некоторые спинные и хвостовые позвонки, а также фрагменты таза - единственные окаменелости динозавров, обнаруженные в формации Итапекуру в Мараньяне. Эта формация датируется меловым периодом, от апта до альба, то есть примерно от 125 до 100 млн лет назад. Амазонзавр был найден в отложениях, которые были определены геологами как пойменные луга в дельте реки.